# Vrlika
Vrlika (in italiano nota come Verlicca) è una città di 1 728 abitanti della Croazia, appartenente alla regione spalatino-dalmata.

## Storia
Durante la guerra per l'indipendenza della Croazia, Verlicca venne occupata dalle milizie serbe della Krajina e dall'Armata Popolare Jugoslava, all'arrivo delle quali gli abitanti di etnia croata abbandonarono in massa la città. Dopo l'Operazione Tempesta (in croato Oluja) del 1995, i croati riconquistarono la città e furono quindi gli abitanti serbi ad abbandonare la zona.
I patroni della città sono San Filippo apostolo e San Giacomo il Minore (3 maggio).

## Società

### Etnie e minoranze straniere
Secondo il censimento del 2021 nel comune di Verlicca si contano 1 728 abitanti (959 nel paese), il 92% dei quali sono croati e il 7% serbi. 

### La presenza autoctona di italiani
Fino ai primi anni del novecento Verlicca ospitava nuclei italiani derivati da quelle famiglie venete che l'amministrazione della Repubblica di Venezia vi inviò come militari, architetti ed esponenti dell'amministrazione pubblica a controllare le frontiere con lo stato ottomano. I tipici cognomi Italiani erano Marchioli, Dudan e Mišur (Missur). Originario di questa comunità fu Alessandro Dudan, dapprima esponente del Partito Autonomista dalmata, poi irredentista italiano e infine senatore del Regno d'Italia durante il fascismo. Con gli esodi che hanno seguito la prima e la seconda guerra mondiale la presenza degli italiani a Verlicca è drasticamente diminuita sino a scomparire all'inizio del XXI secolo.

## Geografia antropica
Verlicca situata nell'entroterra dalmata (Dalmatinska zagora) a circa 72 km da Spalato.
I centri abitati più importanti nelle vicinanze di Verlicca sono: Signo, Dernis e Tenin.

## Località
La città di Verlicca è suddivisa in nove frazioni (naselja) di seguito elencate. Tra parentesi il nome in lingua italiana, generalmente desueto.
- Garjak (Gariak[2])
- Ježević (Gesevich[2])
- Koljane (Cogliane[2])
- Kosore (Cossore[2])
- Maovice (Maovizze[2])
- Otišić (Ottissich[2])
- Podosoje (Podossoje[2])
- Vinalić (Vinalich[2])
- Vrlika (Verlicca[2]), sede comunale